# Leucoloma mittenii
Leucoloma mittenii är en bladmossart som beskrevs av Fleischer 1904. Leucoloma mittenii ingår i släktet Leucoloma och familjen Dicranaceae. Inga underarter finns listade i Catalogue of Life.